# Аксёнов, Владимир Викторович
Влади́мир Ви́кторович Аксёнов (1 февраля 1935, Гиблицы, Рязанская область, РСФСР, СССР — 9 апреля 2024, Москва, Россия) — бортинженер космического корабля «Союз-22» и космического корабля «Союз Т-2», 36-й лётчик-космонавт СССР. Дважды Герой Советского Союза (1976, 1980).

## Биография
Родился 1 февраля 1935 года в селе Гиблицы Рязанской области.
В 1953 году окончил Мытищинский машиностроительный техникум, в 1953—1955 годах учился в 10-й военной авиационной школе первоначального обучения в г. Кременчуге, в 1955—1956 годах в Чугуевском военном авиационном училище лётчиков, откуда в декабре 1956 года демобилизован в связи с сокращением ВС СССР. В 1963 году окончил Всесоюзный заочный политехнический институт (по специальности — инженер-механик).
В 1957—1973 годах работал в ОКБ-1. С 1959 — член КПСС. Принимал участие в разработке и испытаниях космических кораблей «Восток», «Восход», «Союз», станций «Салют». В качестве технического руководителя испытаний и испытателя занимался оценкой, проектированием и экспериментальной отработкой отсеков КК, отрабатывал действия космонавтов в открытом космосе, включая переход из корабля в корабль, в условиях искусственной невесомости и лунной гравитации. Разрабатывал методики работы космонавтов и занимался их обучением по выполнению программы полётов.
В отряде космонавтов с марта 1973 года.
В 1974—1976 годах проходил подготовку к полёту по программе 7К-С («Союз Т») в составе экипажа вместе с Леонидом Кизимом, одновременно возглавлял группу гражданских — бортинженеров, готовившихся по этой программе.
С января 1976 года готовился в качестве бортинженера первого экипажа по программе испытания многозональной фотокамеры МКФ-6 (ГДР) вместе с Валерием Быковским.
15—23 сентября 1976 года совместно с Быковским совершил свой первый полёт в качестве бортинженера на КК «Союз-22» продолжительностью 7 суток 21 час 52 мин 17 сек (позывной — Ястреб-2). Полёт производился по программе сотрудничества социалистических стран в области исследования и использования космического пространства в мирных целях.
За успешное осуществление полёта и проявленные при этом мужество и героизм Аксёнову было присвоено звание Героя Советского Союза и вручена медаль «Золотая Звезда» (№ 11278).
В 1976—1978 годах продолжил подготовку в группе по программе 7К-С и 7К-СТ («Союз Т»). С 1978 проходил подготовку в качестве бортинженера по программе первого пилотируемого испытательного полёта КК «Союз Т» вместе с Юрием Малышевым.
Второй космический полёт совершил 5—9 июня 1980 года совместно с Малышевым в качестве бортинженера на КК «Союз Т-2» (позывной — Юпитер-2). Была осуществлена стыковка с орбитальным научно-исследовательским комплексом «Салют-6» — «Союз-36», на котором работал экипаж основной экспедиции в составе: (Леонида Попова и Валерия Рюмина). Продолжительность полёта — 3 сут 22 час 19 мин 30 сек. Основная задача — произвести первые испытания в пилотируемом режиме нового, усовершенствованного транспортного КК типа «Союз Т», предназначенного для замены космических кораблей типа «Союз».
Во время этого полета была осуществлена первая в мире стыковка в ручном режиме, из-за отказа бортового вычислителя, за 10 минут до входа в тень.
Статистика полётов
| #               | Стартовый корабль | Старт                 | Корабль посадки | Посадка               | Полёт                      |
| --------------- | ----------------- | --------------------- | --------------- | --------------------- | -------------------------- |
| 1               | Союз-22           | 15.09.1976, 09:48 UTC | Союз-22         | 23.09.1976, 07:40 UTC | 7 суток 21 час 52 минуты   |
| 2               | Союз Т-2          | 05.06.1980, 14:19 UTC | Союз Т-2        | 09.06.1980, 12:38 UTC | 3 суток 22 часа 19 минут   |
| Суммарный налёт | Суммарный налёт   | Суммарный налёт       | Суммарный налёт | Суммарный налёт       | 11 суток 20 часов 11 минут |

За успешное проведение испытания усовершенствованного транспортного корабля «Союз Т-2» и проявленные при этом мужество и героизм Аксёнов награждён второй медалью «Золотая Звезда».
17 октября 1988 года отчислен из отряда космонавтов в связи с уходом на пенсию и переходом на другую работу.
В 1983—1992 годах заместитель председателя Правления Советского фонда мира.
С октября 1988 — директор Государственного научно-исследовательского центра по изучению природных ресурсов (ГосНИИЦИПР) Госгидромета СССР, который занимался проектированием автоматических космических аппаратов по дистанционному зондированию Земли. В 1990—1992 годах — генеральный директор НПО «Планета», объединившего ГосНИИЦИПР и ряд предприятий. В 1990—1996 годах — зам. председателя совета директоров Мосбизнесбанка. С 1992 — заместитель председателя исполкома ассоциации «Космос». С 1996 — председатель президиума общественной организации «Духовное движение России».
Скончался 9 апреля 2024 года в Москве на 90-м году жизни. Похоронен с воинскими почестями 11 апреля в Мытищах на Федеральном военном мемориале «Пантеон защитников Отечества».

## Память

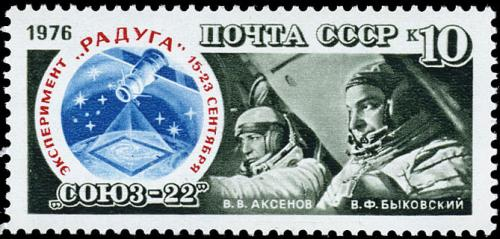
Почтовая марка СССР 1976 года. «Союз-22», фотографирование Земли из космоса. Номер по каталогу ЦФА — 4667.

- Почтовая марка СССР 1976 года. «Союз-22», фотографирование Земли из космоса. Номер по каталогу ЦФА — 4667.11 июня 2011 года в Рязани на улице Циолковского в сквере имени Уткина открыт бюст В. В. Аксёнову;
- Имя В. В. Аксёнова увековечено на Аллее героев в Чугуеве[7];
- Именем В. В. Аксёнова названа одна из улиц в Гродно[8].

## Награды и звания

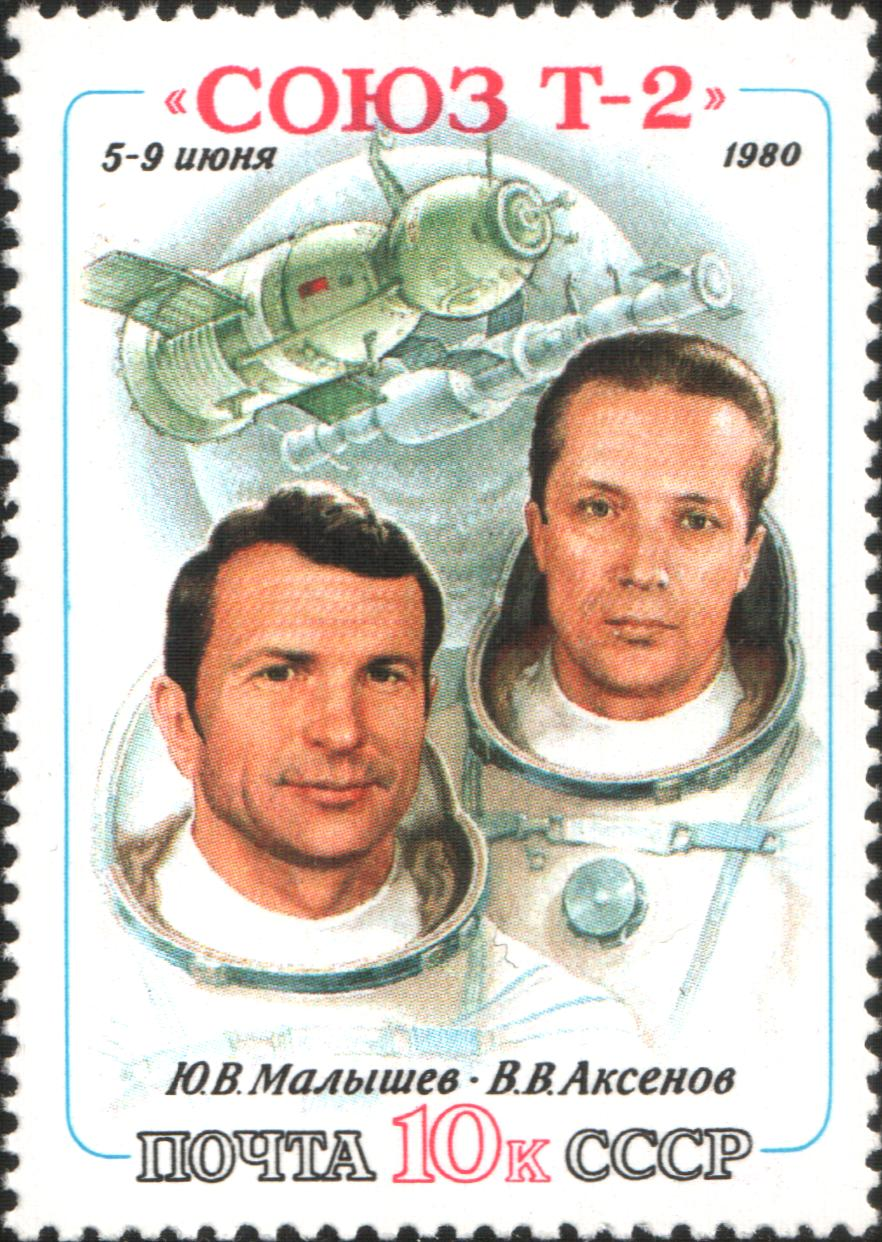
Почтовая марка СССР, 1980 год

- Почтовая марка СССР, 1980 годдважды Герой Советского Союза (1976, 1980);
- два ордена Ленина (1976, 1980);
- медаль «За заслуги в освоении космоса» (12 апреля 2011 года) — за большие заслуги в области исследования, освоения и использования космического пространства, многолетнюю добросовестную работу, активную общественную деятельность[9];
- медаль «Ветеран труда»;
- золотая медаль «За заслуги перед наукой и человечеством» (ЧССР);
- орден Карла Маркса (ГДР (1976);
- заслуженный мастер спорта СССР;
- почётный знак «За заслуги перед Рязанской областью» (1 июля 2015 года) — за многолетнюю плодотворную работу на благо Рязанского края и активную гражданскую позицию[10];
- юбилейная медаль «80 лет городскому округу Королёв Московской области» (30 августа 2018 года)[11];
- Почётный гражданин городов Гагарин, Рязани, Калуги, Касимова, Джезказгана, Ленинска, Павлодара[12], Зеи, Мытищ, Королёва, Касимовского района и округа Джефферсон (штат Кентукки, США).